# John Pasche
John Pasche (* 24. April 1945) ist ein Künstler und Grafikdesigner, der insbesondere mit dem Design des Logos „Tongue and Lip Design“ für The Rolling Stones bekannt geworden ist.

## Werdegang
John Pasche studierte von 1963 bis 1967 Grafikdesign am Brighton College of Art, wo er 1967 den B. A. erwarb, und bis 1970 am Royal College of Art, wo er einen Mastergrad erlangte.

## Arbeit
Auf dem Royal College of Art schuf John Pasche 1969 ein Filmplakat für den Film Judex und 1970 eines für Roger Vadims Film Adams kesse Rippe.

### Musikindustrie
Pasche designte 1971 das Logo „Tongue and Lip Design“, das erstmals auf dem Album Sticky Fingers abgebildet wurde. Die Idee mit dem Zungenmotiv stammt von Rolling-Stones-Sänger Mick Jagger, der von einem Bild der hinduistischen Gottheit Kali inspiriert wurde, die aus ihrem Mund eine rote Zunge herausstreckt. Im August 2008 wurde das Design in einer Online-Meinungsumfrage zum besten Band-Logo aller Zeiten gewählt. Pasche schuf einige Plakate für viele Touren der Rolling Stones, so für die europäischen Touren 1970 und 1973 sowie für die US-Tournee 1972. Er erstellte einen Werbesticker für Goats Head Soup, das einen Topf mit Suppe zeigt, in der sich ein Ziegenkopf befindet, und das Cover für die Single She’s So Cold.
Für United Artists Records schuf Pasche weitere Werke. Darunter waren sowohl Album- und Single-Covers als auch Konzertplakate wie The Raven (1979), The Stranglers IV (1979), La Folie (1981), Live (X Cert) (1979), Duchess (1979) und Peaches (1979).
Er entwarf das Bild für die Single The Worker der Band Fischer-Z und das Album-Cover für Going Deaf For A Living. Für The Vapors entwarf er 1980 das Album-Cover für New Clear Days sowie 1979 für eine weitere Single der Band Dr. Feelgood.
Ferner arbeitete Pasche auch für Chrysalis Records, hauptsächlich für The Art of Noise (1985–87), Les Enfants (1985), Innocence (1990), Into Paradise (1991), Kingmaker (1991) und Jethro Tull (1987).
Pasches freiberufliche Arbeit beinhaltet Designs für bekannte Künstler wie Jimi Hendrix (1977), Judas Priest (1975), David Bowie (1976), The Who (1975) und für die Bay City Rollers.

## Auszeichnungen
- 1970: IPA Award Best RCA Graphic Design Student
- 1988: Design & Art Direction Zertifikat
- 1996: Communication Arts Award of Excellence